# Boniface Choi Ki-san
Boniface Choi Ki-san (coreano 최기산, Kyeonki, Coréia do Sul, 16 de maio de 1948 - 30 de maio de 2016) foi bispo de Incheon.
Bonifácio Choi Ki-san recebeu o Sacramento da Ordem em 6 de dezembro de 1975.
Em 29 de outubro de 1999, o Papa João Paulo II o nomeou Bispo Coadjutor de Incheon. O Bispo de Incheon, William John McNaughton MM, o consagrou em 27 de dezembro do mesmo ano; Os co-consagradores foram o Bispo de Cheongju Gabriel Chang Bong-hun e o Bispo Militar da Coreia Peter Lee Ki-heon. Em 25 de abril de 2002, Boniface Choi Ki-san tornou-se bispo de Incheon, sucedendo William John McNaughton MM, que renunciou por motivos de idade.
Em 9 de novembro de 2002 foi nomeado como membro do Pontifício Conselho para o Diálogo Inter-Religioso.